# Макело
Макело (Макелло) — персонаж древнегреческой мифологии.
Дочь Дамона. Героиня с Кеоса. Женщина из племени флегиев, приняла в гостях Зевса и Аполлона. Спаслась, когда на остров обрушился гнев богов. Либо поражена Перуном вмиг вместе с супругом.